# Antonio Royo Marín
Antonio Royo Marín O.P. (Morella, Castellón, 9 de enero de 1913 - Villava, 17 de abril de 2005) fue un religioso dominico español. Influyente teólogo y moralista que conservó y compendió en muchas obras la enseñanza y la espiritualidad católicas, especialmente siguiendo la doctrina de santo Tomás de Aquino. Destacó por su sensibilidad e interés por acercar al hombre contemporáneo la tradición espiritual y teológica cristiana, lo que le hizo estar en constante diálogo con las preocupaciones del momento. Fue galardonado por el Papa Juan Pablo II con la Medalla Pro Ecclesia et Pontifice.

## Biografía
Nació el 9 de enero de 1913 en la comarca del Maestrazgo, una zona profundamente carlista por aquel entonces. Era hijo de Antonio e Isabel y fue el tercero de siete hijos: Isabel, Pepe, Antonio, María, Gloria, Natividad y Teresa.
Cuando él tenía 15 años, en 1928, toda la familia se trasladó de Morella a Madrid, instalándose en la avenida de la Reina Cristina 8, desde donde se divisaba el convento dominicano y la Real basílica de la Virgen de Atocha. Apenas llegado a la capital de España formó parte de la “Unión Católica de Atocha” y fue testigo in visu de la quema y destrucción del convento y de la basílica. En 1936 por el simple hecho de ser entonces un joven laico cristiano comprometido, también sufrió sus consecuencias. Escribe: 

Yo mismo estuve en dos ocasiones en manos de los milicianos, con gravísimo peligro de ser fusilado, aunque no lo permitió Dios, porque no era digno de la gloria del martirio.

Pidió el ingreso en el noviciado dominicano de la provincia de España antes del inicio de la guerra civil española, pero una tuberculosis muy aguda lo obligó a regresar casi inmediatamente a la casa paterna. Comenzó a estudiar Filosofía en el Seminario de Madrid probablemente en el curso 1934-1935.A partir de 1936 tuvo que sufrir los avatares de la Guerra Civil.
En 1939 llegó a Salamanca y pidió el ingreso en la Orden de Predicadores. Hizo la profesión religiosa el 16 de junio de 1940 y cursó en la ciudad del Tormes dos años de filosofía (1940-1942). Terminada la filosofía, realiza sus estudios teológicos, también en el Convento de San Estaban, entre 1942 y 1946, siendo ordenado sacerdote en 1944. En junio de 1946 presenta el examen de Lector y es aprobado por unanimidad. Es enviado a Roma durante el curso de 1946-1947 para ampliar sus estudios en la Universidad Pontificia de Santo Tomás de Aquino. Durante su estancia en Roma aprovecha para preparar su tesis doctoral, que defiende en la Facultad de Teología del Convento de San Esteban de Salamanca en 1948. Los censores fueron el P. Ignacio Menéndez Reigada, O.P., y el P. Teófilo Urdánoz, O.P., que la aprobaron con la nota cum laude. Al día siguiente presentó el examen oral frente al P. Santiago Ramírez, O.P., el P. Ignacio Menéndez Reigada, O.P., el P. Teófilo Urdánoz, O.P., el P. Sabino Alonso, O.P., y el P. Armando Bandera, O.P., que le calificaron Magna cum laude. 
En 1950 se incorpora al claustro de la Facultad Teológica de San Esteban. Fue profesor de Teología moral (1950-1951), de Teología pastoral (1951-1957), de Oratoria sagrada (1951-1964), de Teología espiritual (1957-1962, 1964-1968), de Teología praedicationis (1958-1959) y de Teología ascética (1962-1964).
Finalizada su vida magisterial es enviado al Convento de Atocha, en Madrid. Esta etapa de su vida la consagra a escribir y a predicar. En 1986 recibió del papa Juan Pablo II la Medalla Pro Ecclesia et Pontifice, en consideración a su dedicación a la Iglesia y al Papado. Los últimos años de su vida los pasó en Real Basílica de Nuestra Señora de Atocha, hasta 15 días antes de su muerte, cuando fue trasladado a Pamplona para recibir cuidado médico. Murió el 17 de abril de 2005.
Perteneció a la estirpe de dominicos estrictamente tomistas que se formó en torno al Convento de San Esteban de Salamanca en la primera mitad del siglo XX, junto a los padres Santiago Ramírez, Victorino Rodríguez, Vicente Beltrán de Heredia, Teófilo Urdánoz, Manuel Cuervo, Alonso Lobo, Guillermo Fraile, Aniceto Fernández Alonso, Venancio Carro, Francisco Pérez Muñiz, etc.

## Distinciones
- Medalla Pro Ecclesia et Pontifice concedida por el Papa Juan Pablo II en 1986.

## Obras

### Libros[7]
- Teología de la perfección cristiana, 1954, 980 pp.; 2006, 11º ed., 1040 pp. Traducido al italiano (6 ediciones) y al inglés (2 ediciones). Se tradujo también al vietnamita.

- Teología de la salvación, 1956, XX + 520 pp., 5 ediciones.
- El misterio del más allá, 1957, 193 pp., 3 ediciones.
- Teología moral para seglares, 1957-1958, 2 vols. 1087 + 768 pp., 7 ediciones.
- El mundo de hoy, 1959, 179 pp.
- Teología de la caridad, 1960; XII + 686 pp., 3 ediciones.
- Jesucristo y la vida cristiana, 1961, XII + 616 pp.
- Dios y su obra, 1963, XII + 660 pp.
- La vida religiosa, 1965, XII + 688 pp., 2 ediciones.
- Espiritualidad de los seglares, 1967, XII + 858 pp., 2 ediciones.
- La Virgen María. Teología y espiritualidad marianas, 1968, XI + 517 pp. 3 ediciones.
- Teología de la esperanza. Respuesta a la angustia existencialista, 1969, 248 pp. 4 ediciones.
- Doctoras de la Iglesia. Doctrina espiritual de Santa Teresa y Santa Catalina de Siena, 1970, 183 pp. 4 ediciones.
- La fe de la Iglesia. La que ha de creer el cristiano de hoy, 1970, 234 pp., 6 ediciones.
- El gran desconocido. El Espíritu Santo y sus dones, 1972, 234 pp., 6 ediciones. Traducido al inglés en 1991.
- Los grandes maestros de la vida espiritual. Historia de la espiritualidad cristiana, 1973; XII + 496 pp., 3 ediciones.
- La oración del cristiano, 1975, XII + 208 pp., 2 ediciones.
- Somos hijos de Dios. Misterio de la divina gracia, 1977, X + 214 pp., 2 ediciones.
- Una oración espléndida. Elevación a la Santísima Trinidad, 1984, 122 pp. 2 ediciones.
- ¿Se salvan todos? Estudio teológico sobre la voluntad salvífica universal de Dios, 1995, 190 pp.
- El sacramento del perdón, 1997, 32 pp., 2 ediciones.
- Santa Teresa de Lisieux. Doctora de la Iglesia, 1998, 288 pp., 2 edición.
- Alabanza de la Santísima Trinidad, 1999, 128 pp.
- Ser o no ser santo… Esa es la cuestión, 2000, 230 pp.
- Por qué soy católico. Confirmación en la fe, 2001, 144 pp.
- Doctoras de la iglesia. Santa Teresa de Jesús, Santa Catalina de Siena y Santa Teresa de Lisieux, 2002, 324 pp.
- Sentir con la Iglesia. La Iglesia de Cristo y la salvación eterna, 2003, 84 pp.

Algunas de estas obras constituyen auténticos tratados teológicos. No hay tratado correspondiente a la teología dogmática y a la teología moral que no haya dejado escrito en lengua castellana conforme a la doctrina tomista y al método escolástico. Siguiendo el orden de la Suma Teológica de Santo Tomás de Aquino habría que leerlos en el siguiente orden:
- Tratado De Deo uno et Trino, Creante et Elevante: Dios y su obra, 1963, XII + 660 pp.
- Tratados de Teología moral: Teología moral para seglares, 1957, vol. 1, 1087 pp., 7 ediciones.
- Tratado de Verbo Incarnato: Jesucristo y la vida cristiana, 1961, XII + 616 pp.
- Tratado sobre la Santísima Virgen María: La Virgen María. Teología y espiritualidad marianas, 1968, XI + 517 pp. 3 ediciones.
- Tratado De Sacramentis: Teología moral para seglares, 1958, vol. 2, 768 pp., 7 ediciones.
- Tratado De Novissimis: Teología de la salvación, 1956, XX + 520 pp., 5 ediciones.

### Artículos
- "Nota crítica", en La Ciencia Tomista, 76 (1949): 138-141.
- "La perfección cristiana y la virtud de la caridad", en La Ciencia Tomista, 80 (1953): 411-432.
- "Psicología del alma separada", en La Ciencia Tomista, 82 (1955): 421-447.
- "La perfección y el apostolado" en: Teología Espiritual 1 (1957) 71-88.
- "El mérito y la vida mística", en: Teología Espiritual 24 (1980) 231-239.